# 사양현
사양현(한국어: 사양현, 중국어: 沙洋县, 병음: Shāyáng Xiàn)은 중화인민공화국 후베이성 징먼 시의 현급 행정구역이다. 넓이는 2044km2이고, 인구는 2007년 기준으로 610,000명이다.

## 행정 구역
13개 진을 관할한다.
- 진: 沙洋镇, 五里铺镇, 纪山镇, 后港镇, 曾集镇, 拾回桥镇, 沈集镇, 高阳镇, 马良镇, 官当镇, 李市镇, 毛李镇, 十里铺镇.